# Bothrogonia lata
Bothrogonia lata är en insektsart som beskrevs av Yang et Li 1980. Bothrogonia lata ingår i släktet Bothrogonia och familjen dvärgstritar. Inga underarter finns listade i Catalogue of Life.